# Școala pentru Bine și Rău (roman)
Școala pentru Bine și Rău este un roman scris de Soman Chainani, apărut în 2013, din genul fantasy. Este primul roman din seria Școala pentru bine și rău și romanul de debut al lui Chainani, în care cele două protagoniste, Sophie și Agatha, trec printr-o etapă de autocunoaștere în drumul lor spre maturizare, după ce destinele lor sunt inversate, într-o lume cu prinți, prințese, vrăjitori și elemente fantastice.

## Rezumat
În satul Gavaldon, o dată la patru ani, doi copii cu vârste începând de la 12 ani sunt răpiți în Pădurea Nesfârșită, care înconjoară satul. Copiii răpiți sunt duși la „Școala pentru bine și rău”, unde se antrenează pentru a deveni eroi sau răufăcători din basme. În timp ce majoritatea se tem de forța necunoscută, frumoasa Sophie, îndrăgostită de culoarea roz, visează să fie răpită pentru a deveni o prințesă. Între timp, cea mai bună prietenă a ei, Agatha, morocănoasă și urâtă, este considerată candidatul perfect pentru Școala Răului. În ziua răpirii, Sophie și Agatha sunt răpite împreună.
Spre groaza Sophiei și Agathei, amândouă sunt trimise la școlile „greșite”: Sophie este elevă la Școala Răului, iar Agatha la Școala Binelui. Sophie încearcă în zadar să schimbe școala cu Agatha, în timp ce Agatha nu își dorește decât ca amândouă să se întoarcă acasă. Ceea ce se dovedește destul de  dificil, întrucât Sophie este convinsă că este personajul pozitiv și se îndrăgostește de Tedros, fiul regelui Arthur.
La cursuri, Agatha descoperă că poate auzi și împlini dorințe. Directorul școlii le pune pe cele două fete să rezolve o ghicitoare pentru a dovedi că locurile lor au fost inversate. Agatha este pedepsită în camera ei, iar Sophie este trimisă în Camera Blestemată, unde Bestia îi tunde părul. Furioasă, Sophie se răzbună și o îneacă pe Bestie. În cele din urmă, fetele își dau seama că răspunsul la ghicitoare este Sărutul iubirii adevărate. Pentru a o ajuta pe Sophie să obțină sărutul lui Tedros, Agatha, deghizată într-o gâză, o însoțește și o ajută la cursuri. Cu ajutorul Agathei, Sophie începe să se descurce bine la cursuri, devenind cea mai bună elevă.
Agatha află că este folosită pentru a-l face pe Tedros să se îndrăgostească de Sophie. Astfel, Sophie nu ar fi nevoită să plece niciodată, crezând că Tedros este dragostea ei adevărată. În final, Tedros promite să o sărute pe Sophie după ce amândoi vor câștiga Judecata prin Poveste, un test în care trebuie să scape de capcanele profesorilor și de alți studenți. Cu toate acestea, Sophie, egoistă, refuză să-l protejeze, iar cea care îl salvează este Agatha. Sophie devine populară la Școala Răului când primește cel mai mare premiu pentru arta prefăcătoriei. 
După ce a fost salvat de Agatha și nu de Sophie, Tedros începe să se simtă atras de Agatha. Aceasta își descoperă propria frumusețe interioară și credința în Bine după o discuție cu profesoara Clarissa Dovey, în timp ce Sophie începe să sufere de visele răzbunării. Agatha devine o prințesă din ce în mai bună, dar Sophie se transformă în ceea ce devenise deja în interior: o vrăjitoare invidioasă, fără pic de milă sau remușcare. La Circul Talentelor, o competiție bazată pe talente, Tedros își mărturisește dragostea pentru Agatha și o invită la Balul Zăpezii din Ținutul Veșniciei, iar ea acceptă. Auzind una ca asta, Sophie încearcă să distrugă ambele școli și să o elimine pe Agatha.
Hotărâtă să aibă propriul ei final ei fericit, Sophie află că Directorul Școlii este, de fapt, malefic, deoarece Storian (un artifact magic străvechi) l-a condamnat pentru uciderea fratelui său bun. Crezând că poate găsi fericirea veșnică prin acesta, ea îl sărută, dar își amintește că el este incapabil să iubească. Directorul încearcă să o omoare pe Agatha, pentru ca Sophie să fie a lui. Când Agatha este pe cale să fie lovită, Sophie se sacrifică pentru ea. Fantoma fratelui bun decedat se întoarce pentru a-și salva elevii, iar clarvăzătorul și profesorul de istorie August Sader se sacrifică pentru a-l distruge pe directorul Școlii Răului. Sophie moare și ea la scurt timp, iar Agatha, tulburată, o sărută. Sophie reînvie, deoarece sărutul Agathei a fost din  dragoste adevărată, iar ea și Agatha sunt teleportate înapoi în Gavaldon, dându-și seama că nu au nevoie de niciun prinț, iar Tedros rămâne singur și dezamăgit.

## Receptare critică
Cartea a fost publicată pentru prima dată în Statele Unite, pe 14 mai 2013, la editura HarperCollins. În același an, pe 6 iunie, a fost publicată în Marea Britanie. A primit recenzii pozitive de la critici, care au elogiat inteligența romanului și bizareria întâmplărilor povestite.  În iulie 2020, cartea s-a vândut în peste 2,5 milioane de exemplare.
Michael Berry de la Common Sense Media a scris că nu este „un basm comun” și a apreciat inteligența și perspicacitatea romanului, deși a criticat tendința repetitivă, numind-o „copleșitoare”. Garry Scott de la Herald a lăudat personajul Sophiei, finalul, evoluția caracterului, cuvintele și discursurile simple, declarând că a trăit „cel mai minunat sentiment pe care l-a întâlnit vreodată într-o carte”. Selena Simmons-Duffin de la NPR a numit seria de cărți un „imperiu latent”. Kirkus Reviews a comparat romanul cu Wicked de Gregory Maguire (1995), cu mențiunea că are darul de a stârni imaginația cititorului prin elaborarea bogată și bizară a acțiunii și prin derularea complexă a evoluției personajelor, cu turnuri neașteptate.

## Continuări
Romanul face parte din seria Școala pentru Bine și Rău, alături de alte 5 cărți. Pe 15 aprilie 2014, a fost publicată a doua carte a seriei, intitulată O lume fără prinți. Pe 21 iulie 2015, a fost publicată a treia carte, Până la adânci bătrâneți. În căutarea gloriei a fost publicată pe 19 septembrie 2017, urmată de Cristale de timp și Unicul rege adevărat, publicate pe 5 martie 2019 și 2 iunie 2020.

### O lume fără prinți
După ce se întorc în Gavaldon, cele două fete descoperă că viața nu e așa cum și-au dorit ele. Agatha regretă că nu a rămas cu Tedros. Fiindcă dorințele au putere, chiar și nerostite, porțile spre Școala pentru Bine și Rău se redeschid. Dar lumea pe care o cunoșteau cele două prietene s-a schimbat. Răul și Binele nu mai sunt adversari, iar prinții și prințesele nu mai sunt ceea ce par. Se formează noi alianțe, iar vechile prietenii sunt rupte. Un război stă să înceapă și apare un inamic periculos. 

### Până la adânci bătrâneți
Sophie și Agatha cred că sfârșitul le-a fost pecetluit când au apucat pe drumuri separate. Cartea poveștii lor e pe punctul de a fi rescrisă, iar de data asta nu mai e vorba doar de povestea lor. Cu fetele despărțite, Răul este în avantaj, iar forțele Binelui se află într-un pericol de moarte. 

### În căutarea gloriei
Sophie, Agatha, Tedros și ceilalți elevi încep o nouă epocă în Pădurea Nesfârșită - Era Camelot. Elevii de la Școala pentru Bine și Rău credeau că și-au găsit Fericirea până la Adânci Bătrâneți când l-au învins pe vicleanul director. În al patrulea an la școală, elevii au de înfruntat pericole imprevizibile, pentru a dobândi venerarea veșnică, iar un eșesc înseamnă obscuritate pentru totdeauna. În căutările lor, Agatha și Tedros încearcă să-i redea Camelotului splendoarea de odinioară. Decana Sophie se străduiește să modeleze Răul după chipul și asemănarea ei. În curând, simt cu toții că ajung din ce în ce mai izolați.

### Cristale de timp
Rhian, cel care a reușit să scoată sabia Excalibur din piatră, domnește acum în Camelot. Adevărul a devenit minciună și minciuna adevăr, iar atunci când Tedros e condamnat la moarte, regele are susținerea poporului. Agatha, Sophie, Tedros și restul echipei lor trebuie să restabilească echilibrul dintre Bine și Rău și să afle cine e Unicul Rege Adevărat, moștenitorul de drept al Regelui Arthur. 

### Unicul rege adevărat
Este cea de-a șasea carte a seriei și ultima, în care Tedros luptă pentru a deveni unicul rege din Camelot. În cele din urmă, Tedros și Agatha sunt încoronați rege și regină.

## Traduceri
Până la data de 8 octombrie 2019, cartea fusese tradusă în 28 de limbi. Până în mai 2020, cartea fusese tradusă în cel puțin 30 de limbi. Au fost vândute drepturi de traducere pentru următoarele limbi: chineză, olandeză, taiwaneză, cehă, slovacă, lituaniană, italiană, portugheză braziliană, portugheză europeană, rusă, ebraică, greacă, franceză, indoneziană, thailandeză, spaniolă, germană, norvegiană și bulgară.

## Adaptare
La scurt timp după publicare, Universal Studios a achiziționat drepturile de adaptare a cărții într-un film. În 2020, Netflix a anunțat că va realiza filmul în regia lui Paul Feig. Pe 18 decembrie 2020, Sofia Wylie și Sophia Anne Caruso au fost alese ca protagoniste. Din distribție au făcut parte Laurence Fishburne, Kerry Washington, Michelle Yeoh și Charlize Theron. Premiera filmului pe Netflix a avut loc pe 19 octombrie 2022.